# Monte Labo
Monte Labo es un estratovolcán potencialmente activo en la provincia de Camarines Norte, en la V Región, en la isla de Luzón, al norte de Filipinas.
Se encuentra ubicado en el extremo noroeste de la península de Bicol en la latitud 14.02 ° N (14 ° 1'0 "N), longitud 122.792 ° E (122 ° 47'30" E).
El Labo es un estratovolcán andesítico y boscoso de 1544 metros de alto, rodeado de numerosos domos de lava satélites. El diámetro de la base de este volcán compuesto es de 35 kilómetros.